# 罗巴切夫斯基环形山
罗巴切夫斯基环形山（Lobachevskiy）是位于月球背面赤道区的一座大撞击坑，约形成于38-32亿年前的晚雨海世，其名称取自俄罗斯数学家、罗氏几何创始人尼古拉·伊万诺维奇·罗巴切夫斯基(1793年-1856年)，1961年被国际天文学联合会批准接受。

## 描述

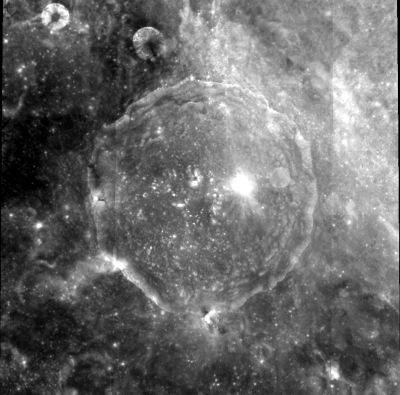
克莱门汀号拍摄的图像

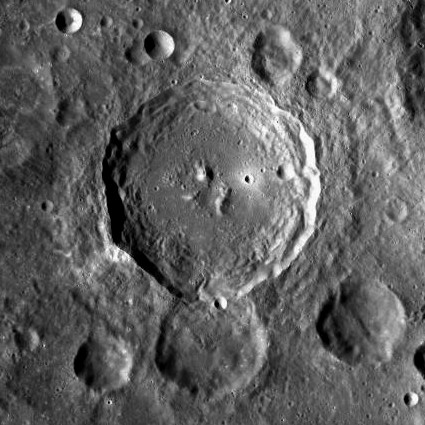
月球勘测轨道飞行器拍摄的图像

该陨坑西侧靠近莫伊谢耶夫环形山、西北毗邻赫兹环形山、弗莱明环形山位于它的西北偏北、东北和东南分别坐落了更大的盖奥特环形山和较小的宾厄姆陨石坑、而它的南面和西南则紧靠着较小的菲尔索夫环形山和花拉子密环形山。该陨坑中心月面坐标为9°46′N 113°04′E / 9.76°N 113.07°E，直径87.26公里，深度约2.82公里。
罗巴切夫斯基环形山外观呈多边形状，几乎未受到侵蚀和磨损，坑壁边缘清晰，南侧部与卫星坑"罗巴切夫斯基 M"相连接。陨坑内侧壁坡显示有阶地状结构，且部分内壁上端沿有崩塌的痕迹。该环形山坑壁最大高出周边地形1380米，内部容积约有6600公里3。坑内地表大体平坦，中心点东南和西北分别坐落了二座由含85-90%斜长石的辉长-苏长-橄长斜长岩(GNTA1)和含80-85%斜长石的辉长-苏长-橄长斜长岩(GNTA2)所组成的中央峰，其中靠东的一座相对明亮，所显示的高反照率斑块很可能是近期的小型撞击所导致。
阿波罗16号任务期间曾观察到，罗巴切夫斯基环形山内有二道明显发自西侧坑壁上一座小陨坑内的黝黑带状物。
在1976年被国际天文学联合会命名前，该环形山曾被称作"第205号陨石坑"。

## 图集

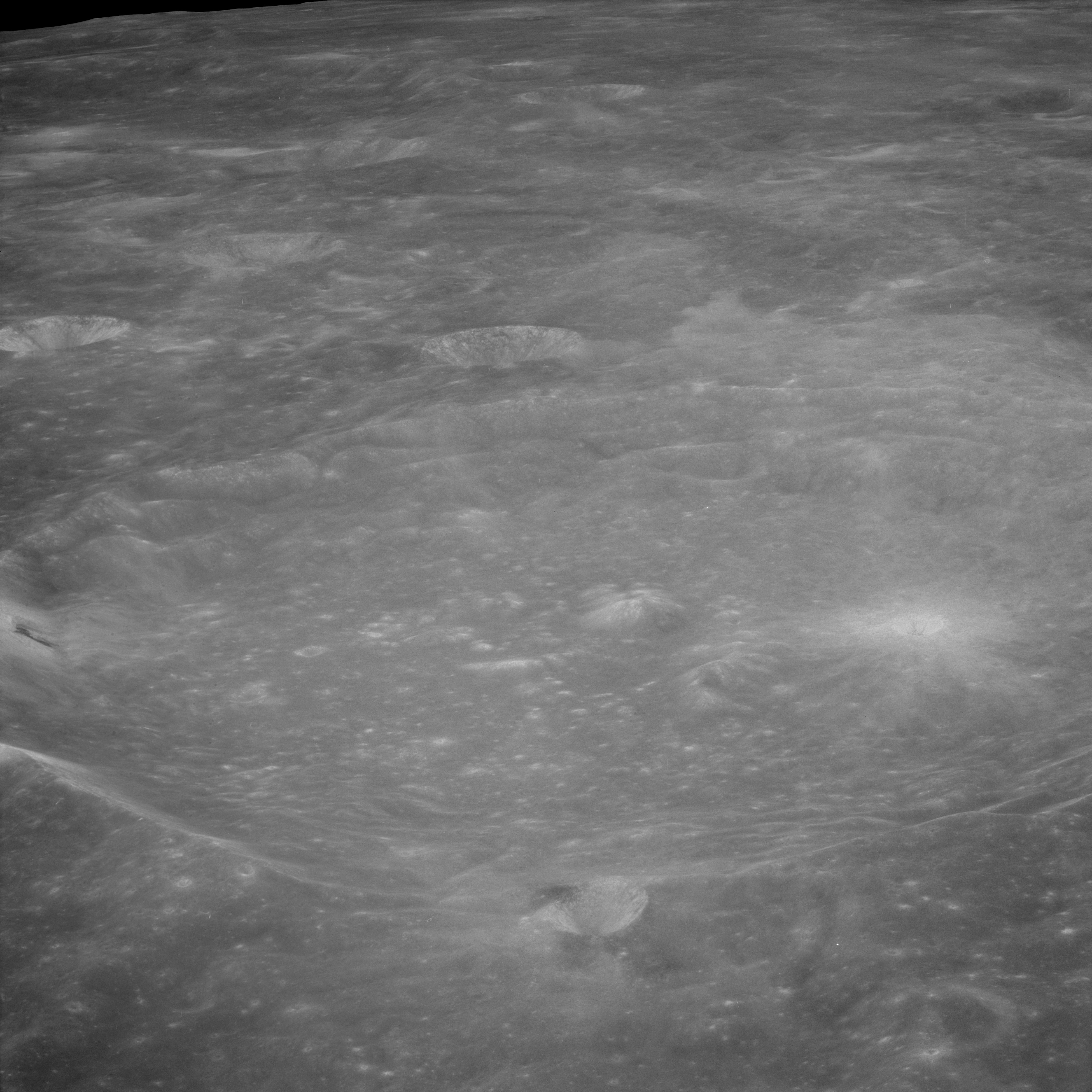
阿波罗11号低空近距拍摄
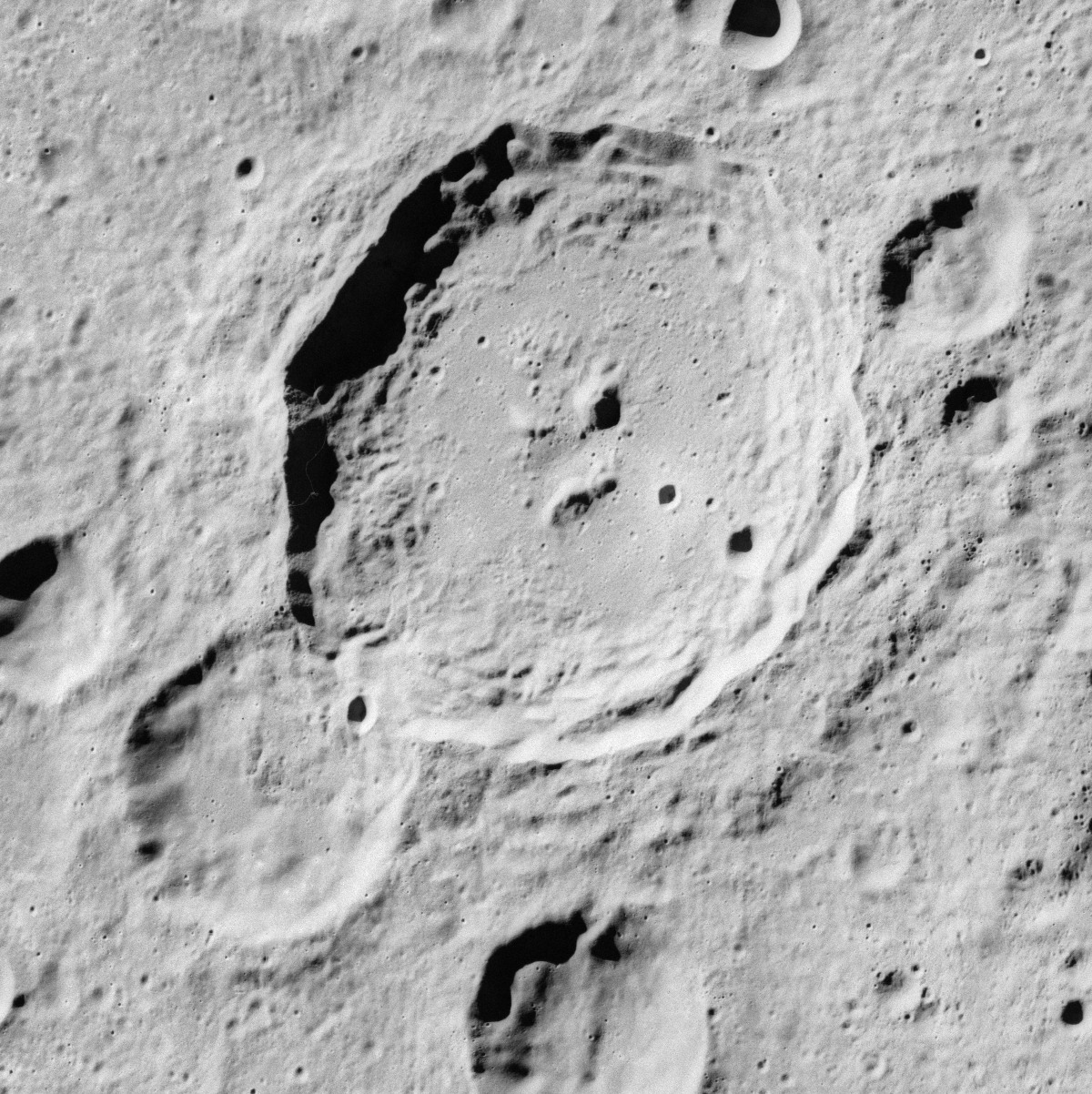
阿波罗16号测绘相机拍摄的斜视图
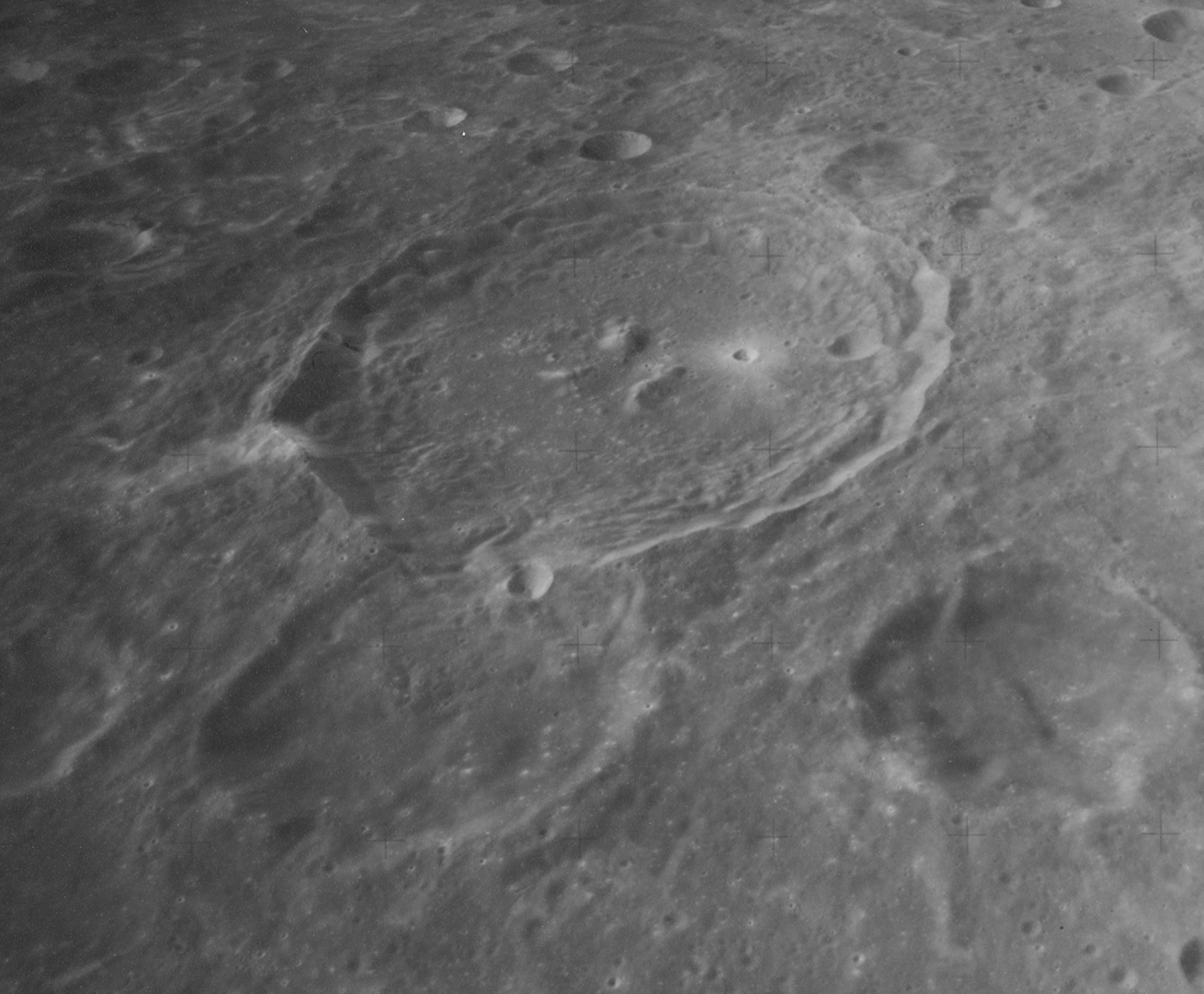
阿波罗16号测绘相机拍摄的斜视图
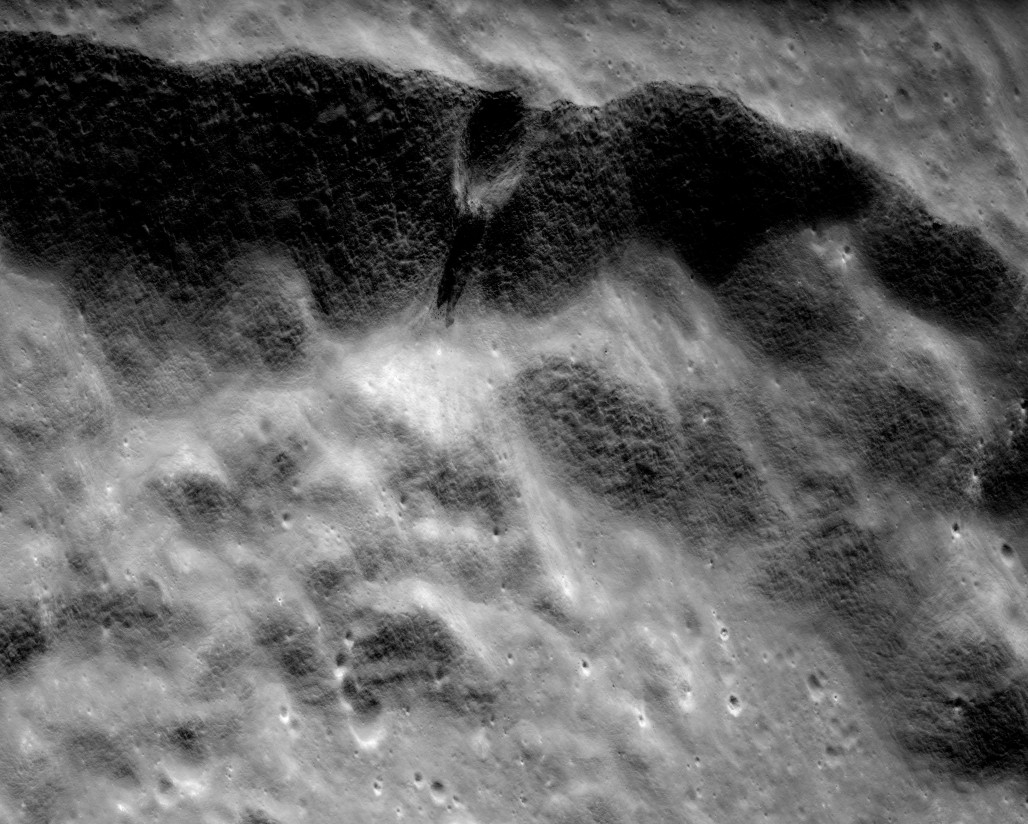
罗巴切夫斯基环形山坑壁上的小陨坑，显示有明显的垂流状特征

## 卫星陨石坑
按惯例，最靠近罗巴切夫斯基环形山的卫星坑在月图上将在其中心点旁放置一字母来标注它们。
| 罗巴切夫斯基 | 纬度   | 经度     | 直径    |
| ------------ | ------ | -------- | ------- |
| M            | 8.0° N | 112.8° E | 41 公里 |
| P            | 7.7° N | 111.3° E | 26 公里 |

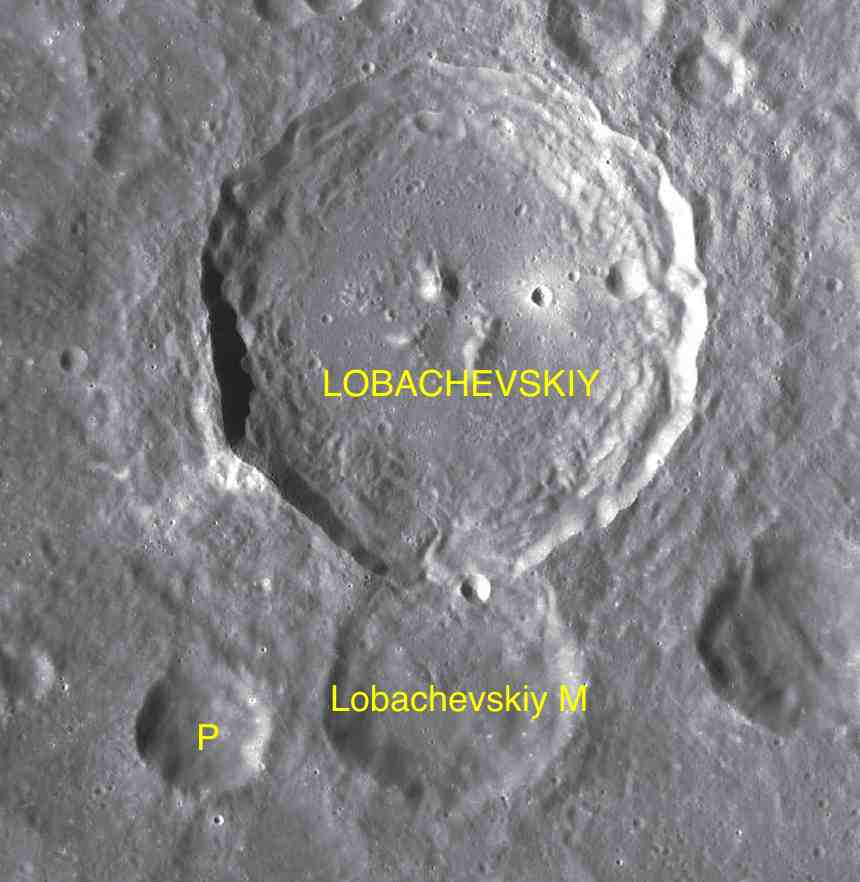
LAC-65 区域图

- 卫星坑"罗巴切夫斯基 M"约形成于酒海纪[1]。

## 另请参阅
- Andersson, L. E.; Whitaker, E. A. . NASA RP-1097. 1982.
- Blue, Jennifer. . USGS. July 25, 2007  [2007-08-05]. （原始内容存档于2018-12-25）.
- Bussey, B.; Spudis, P. . New York: Cambridge University Press. 2004. ISBN 978-0-521-81528-4.
- Cocks, Elijah E.; Cocks, Josiah C. . Tudor Publishers. 1995. ISBN 978-0-936389-27-1.
- McDowell, Jonathan. . Jonathan's Space Report. July 15, 2007  [2007-10-24]. （原始内容存档于2018-12-25）.
- Menzel, D. H.; Minnaert, M.; Levin, B.; Dollfus, A.; Bell, B. . Space Science Reviews. 1971, 12 (2): 136–186. Bibcode:1971SSRv...12..136M. doi:10.1007/BF00171763.
- Moore, Patrick. . Sterling Publishing Co. 2001. ISBN 978-0-304-35469-6.
- Price, Fred W. . Cambridge University Press. 1988. ISBN 978-0-521-33500-3.
- Rükl, Antonín. . Kalmbach Books. 1990. ISBN 978-0-913135-17-4.
- Webb, Rev. T. W.  6th revision. Dover. 1962. ISBN 978-0-486-20917-3.
- Whitaker, Ewen A. . Cambridge University Press. 1999. ISBN 978-0-521-62248-6.
- Wlasuk, Peter T. . Springer. 2000. ISBN 978-1-85233-193-1.